# Baza zračnih snaga Cannon, Novi Meksiko
Baza zračnih snaga Cannon (Cannon AFB, Cannon Air Force Base) je popisom određeno mjesto u okrugu Curryju u američkoj saveznoj državi Novom Meksiku. 

## Povijest
Tijekom Drugog svjetskog rata Ratno zrakoplovstvo SAD (United States Army Air Forces) je sagradilo brojne aerodrome u Novom Meksiku za uvježbavanje posada borbenih zrakoplova.
Osnovana je 25. rujna 1942. kao Vojna zračna baza Clovis (Army Air Base, Clovis). Ime je nosila do 7. travnja 1943. godine. Od 8. travnja 1943. nosi ime Vojni aerodrom Clovis (Clovis Army Airfield) do 12. siječnja 1948. godine. Od 13. siječnja 1948. nosi ime Baza zračnih snaga Clovis (Clovis Air Force Base) do 7. lipnja 1957. godine. Od 8. lipnja 1957. do danas nosi današnje ime.

## Zemljopis
Zemljopisni položaj je 34°23′12″N 103°19′04″E / 34.3865781°N 103.3177341°E.  Prema Uredu SAD-a za popis stanovništva, zauzima 14 km2 površine, 98,81% suhozemne.

## Stanovništvo
Prema popisu stanovništva SAD 2000., imala je 2557 stanovnika i 1087 domaćinstava. 68% stanovnika bili su bijelci, 13,3%  "crnci ili afroamerikanci", 0,7%  "američki Indijanci i aljaskanski domorodci", 5,7% Azijci, 0,3% "domorodački Havajci i ostali tihooceanski otočani", 6,1% ostalih rasa te 5,9% dviju ili više rasa. Latinoamerikanaca svih rasa bilo je 12,1%.